# Мартинијан Кириловски
Мартинијан Кириловски (Куманово, 24. фебруар 1996) је македонски поп певач који се прославио учешћем у тринаестој сезони такмичења Звезде Гранда. Каријеру је започео у музичком програму Сите наши песни. Био је победник фестивала Макфест 2019. године. Пева на македонском и српском језику.

## Синглови
- Јас знам (2015)
- Усни како жар (2016)
- Назад назад Калино моме (2016) са Ивона Јовановик
- Смрзната во прегратка (2016)
- Ледени загрљај (2016)
- Тело до тело (2016)
- Таму некаде (2018)
- Пола света (2019)[3]
- Златокоса (2020)
- Вистина (2021)[4]
- Оквир преваре (2021)
- Крал и слуга (2022)

### Фестивали
- Како да те украдам (2013) Макфест
- Моја најмила (2014) Макфест
- Восхит (2014) Охрид фест
- Врати се (2015) Охрид фест
- Далечна (2016) Макфест
- Дождови (2017) Макфест
- Сто пати на ден (2019) победник Макфест
- Уникатан (2019) Тумба фест Куманово
- Змај (2024) Бисер Јадрана